# Lars Forster
Lars Forster (Locarno, 1 de agosto de 1993) es un deportista suizo que compite en ciclismo de montaña en la disciplina de campo a través.
Ganó dos medallas en el Campeonato Mundial de Ciclismo de Montaña, plata en 2011 y bronce en 2016, y cuatro medallas en el Campeonato Europeo de Ciclismo de Montaña entre los años 2011 y 2021.
En los Juegos Europeos de Cracovia 2023 consiguió una medalla de plata en la prueba individual.

## Medallero internacional
| Campeonato Mundial | Campeonato Mundial           | Campeonato Mundial | Campeonato Mundial         |
| Año                | Lugar                        | Medalla            | Competición                |
| ------------------ | ---------------------------- | ------------------ | -------------------------- |
| 2011               | Champéry (Suiza)             | Medalla de plata   | Campo a través por relevos |
| 2016               | Nové Město (República Checa) | Medalla de bronce  | Campo a través por relevos |
| Juegos Europeos    |                              |                    |                            |
| Año                | Lugar                        | Medalla            | Competición                |
| 2023               | Krynica-Zdrój (Polonia)      | Medalla de plata   | Campo a través             |
| Campeonato Europeo |                              |                    |                            |
| Año                | Lugar                        | Medalla            | Competición                |
| 2011               | Dohňany (Eslovaquia)         | Medalla de plata   | Campo a través por relevos |
| 2016               | Huskvarna (Suecia)           | Medalla de oro     | Campo a través por relevos |
| 2018               | Glasgow (Reino Unido)        | Medalla de oro     | Campo a través             |
| 2021               | Novi Sad (Serbia)            | Medalla de oro     | Campo a través             |